# Lars Christian Tunelius
Lars Christian Tunelius, född 22 juni 1785 i Uppsala, Uppsala län, död 1 februari 1848 i Sala, var en svensk präst.

## Biografi
Lars Christian Tunelius föddes 1785 i Uppsala. Han var son till akademibokhållaren Lars Tunelius och Christina Charlotta Össberg. Tunelius blev 9 april 1798 student vid Uppsala universitet och var medlem i Uplands nation. Han promoverades 15 juni 1809 till filosofie magister och var från höstterminen 1809 till höstterminen 1810 vice apologist vid Katedralskolan i Uppsala. Tunelius prästvigdes 13 december 1810 i Uppsala domkyrka och blev 27 februari 1811 amanuens i hovkonsistorium. Han var även från 12 oktober 1811 till 1 oktober 1815 lärare i Storkyrkoförsamlingens hantverksskola. Tunelius avlade 11 december 1811 pastoralexamen i Uppsala och blev 25 september 1812 notarie i Hovkonsistorium och ordinarie kungliga hovpredikant. Från 11 oktober 1814 var han komministersadjunkt i Klara församling och blev 20 mars 1816 legationspredikant och pastor i Ulrika Eleonora svenska församling i London.
Han blev 1 december 1817 komminister i Klara församling, tillträdde 1 maj 1818 och blev 13 januari 1824 kyrkoherde i Adolf Fredriks församling, Stockholm, tillträdde 1 maj 1825. Tunelius blev 17 maj 1825 assessor i Stockholms stads konsistorium och var från 14 september 1830 ledamot i Direktionen över Stockholms stads undervisningsverk. Han var från 24 juni 1832 till 23 maj 1840 ordenskaplan och blev 27 april 1838 kyrkoherde i Sala stadsförsamling, tillträdde 1 maj 1838. Tunelius blev i oktober 1838 kontraktsprost och utnämndes 1840 till ledamot av Nordstjärneorden. Han var riksdagsman vid riksdagen 1840–1841 och var predikant vid prästmötet i Västerås 1842. Han avled 1848 i Sala.
Ett porträtt över Tunelius ägs av Adolf Fredriks församling.

### Familj
Tunelius gifte sig 21 maj 1816 i Jakobs församling med Sara Johanna Hazelius (1793–1867), dotter till lärftskramhandlaren Johan Hazelius och Lovisa Dorothea Keyser. De fick tillsammans barnen Lovisa Johanna Charlotta Tunelius (1817–1894) och löjtnanten Lars Johan Tunelius (1818–1856) vid Västmanlands regemente.